# Shapiro-Reaktion
Die Shapiro-Reaktion ist eine chemische Reaktion, die der Synthese von Alkenen aus Ketonen mittels eines Arylsulfonhydrazids dient. Als Base dienen hierbei Lithiumalkyle. Des Weiteren ermögliche die Shapiro-Reaktion die Synthese lithiierter Alkene. Die Shapiro-Reaktion ist mechanistisch eng verwandt der Bamford-Stevens-Reaktion. Die Reaktion ist nach ihrem Entwickler Robert H. Shapiro benannt.

## Mechanismus
Zunächst kondensiert ein Arylsulfonhydrazid an das eingesetzte Keton. Dieses wird dann durch zwei Moleküle eines Lithiumalkyls (beispielsweise Methyllithium oder Butyllithium) deprotoniert. Das entstandene Dianion stabilisiert sich dann unter Abspaltung des Arylsulfinats. Die Abspaltung molekularem Stickstoffs führt zur Bildung des lithiierten Alkens. Bei wässriger Aufarbeitung der Reaktionslösung wird dieses unter Bildung eines Alkens protoniert.
Wird das Reaktionsgemisch nicht wässrig aufgearbeitet kann das lithiierte Alken auch als Nukleophil eingesetzt werden. Dies ermöglicht beispielsweise die Kupplung des Alkens an Metallzentren, beispielsweise zur Herstellung von Cupraten. Auch kann es durch Zugabe von Elektrophilen (beispielsweise Halogenalkane) an dieser Position alkyliert werden.